# Geranium thessalum
Geranium thessalum là một loài thực vật có hoa trong họ Mỏ hạc. Loài này được Franzén mô tả khoa học đầu tiên năm 1983.